# ربيعة بن الحارث التغلبي
ربيعة بن الحارث التغلبي هو زعيم قبيلة تغلب وهو والد كليب والمهلهل وام الأغر وفاطمة وكان قائدًا لربيعة

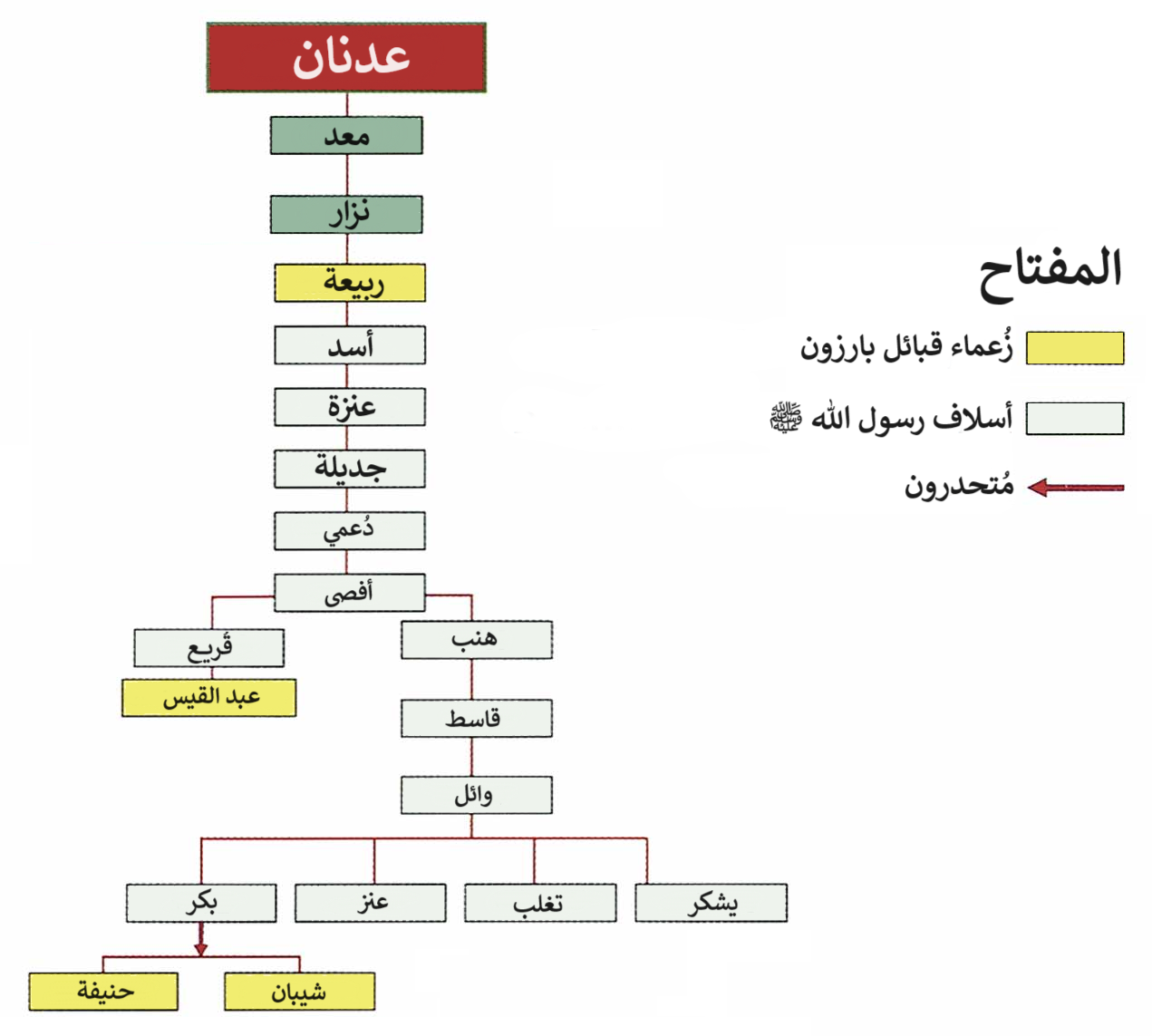
قبائل ربيعة بن نزار في الجاهلية

## نسبه
- هو ربيعة بن الحارث بن زهير بن جشم بن بكر بن حبيب بن عمرو بن غنم بن تغلب بن وائل بن قاسط بن هنب بن أفصى بن دعمي بن جديلة بن أسد بن ربيعة بن نزار بن معد بن عدنان.

## الذرية
- أسماء بنت ربيعة التغلبية، شاعرة شاركت مع قومها في حروبها. [1]
- كليب بن ربيعة التغلبي. [2]
- عدي بن ربيعة التغلبي [3](المهلهل). [4]
- أم الأغر بنت ربيعة التغلبية.
- فاطمة بنت ربيعة التغلبية.

## سيرته
كان زعيم قبيلته وقاد ربيعة ومضرفي حرب يوم السلان بين أهل اليمامة وإقليم "اليمن".